# Jan Machulski
Jan Henryk Machulski (3. července 1928 Lodž – 20. listopadu 2008 Varšava) byl polský divadelní a filmový herec, režisér a pedagog.
Byl mužem herečky Haliny Machulské a otcem filmového režiséra Juliusze Machulského.

## Život
V roce 1947 ukončil státní lyceum ve městě Aleksandrów Łódzki. V roce 1950 absolvoval tehdejší státní gymnázium a lyceum T. Kościuszka v Lodži. V roce 1954 ukončil Státní hereckou vysokou školu v Lodži a v roce 1971 Státní divadelní školu ve Varšavě. O tři roky později začal na lodžské filmové škole vyučovat herectví.
Vystupoval na scénách mnoha divadel: v letech 1954-1955 v Jaraczově divadle v Olštýně, 1955-1957 v Divadle země opolské v Opolí,
1957-1963 Lublinské divadlo, Lublin, 1963-1966 Nové Divadlo, Lodž, 1966-1970 v Polském a Národním divadle ve Varšavě.
Založil mimo jiné: "agentury" v Lublinském divadle (1961), "studiové scény" v Lodži (1964). Spoluzakladatel Divadla ochotně ve Varšavě (1970). Pedagog a mnohaletý děkan herecké fakulty ve Státní vysoké filmové, televizní a divadelní škole Leona Schillera v Lodži.
Byl představitelem asi 80 divadelních a 45 filmových rolí.
V mládí byl aktivním sportovcem, hrál v třetiligovém fotbalovém klubu Włókniarz Aleksandrów.
Byl vyslancem Lodže ve snaze o získání titulu Evropského hlavního města kultury.
Zemřel na infarkt srdce ve varšavské nemocnici ve věku 80 let. Je pohřben na vojenském hřbitově ve Varšavě.

## Filmografie
- 1958 - Ostatni dzień lata
- 1964 - Rękopis znaleziony w Saragossa
- 1965 - Wyspa Złoczyńców
- 1966 - Sublokator
- 1969 - Rzeczpospolita babské, jako kapitán Stanisław Karski
- 1970 - Album polski
- 1970 - Pogoń za Adamem
- 1976 - Polskie drogi - televizní seriál
- 1976 - Daleko od szosy - televizní seriál
- 1981 - Vabank, jako Henryk Kwinta
- 1984 - Vabank II czyli Riposto, jako Henryk Kwinta
- 1987 - Kingsajz, jako Kwintek
- 1987 - Zabij mnie Gline
- 1990 - Deja vu]
- 1992 - Szwadron
- 1992 - Psi
- 1994 - Psi II: Ostatnia krew
- 1997 - Kiler
- 1999 - Kiler-OW 2-och
- 2001 - 1409 - Aféra na zamku Bartenstein
- 2002 - D.I.L.
- 2003 - Superprodukcja
- 2003 - Rodzina zastępcza - televizní seriál
- 2004 - Vinci, jako Hagen
- 2005 - Emilia
- 2005 - Nie ma takiego numeru
- 2006 - Co słonko widziało
- 2008 - Doręczyciel
- 2008 - Ostatnia akcja jako Zygmunt Zuber